# 安東尼·梅森
安東尼·喬治·道格拉斯·梅森（英語：Anthony George Douglas Mason，1966年12月14日—2015年2月28日），美国篮球运动员，身高2米01，场上位置大前锋，曾就读于田納西州立大學，大學畢業後在1988年NBA选秀中以第三轮第53顺位为波特蘭拓荒者选中。
梅森因心臟衰竭病逝，享年48歲。

## 資料來源
1. ↑  
http://www.basketball-reference.com/players/m/masonan01.html
2. ↑  . New York Post.   [February 12, 2015]. （原始内容存档于2021-01-11）.